# IEEE 802.11-1997
IEEE 802.11 (устаревшая версия) — также IEEE 802.11-1997 или IEEE 802.11-1999 — исходная версия стандарта беспроводной сети IEEE 802.11, выпущенной в 1997 году и доработанной в 1999 году. Большинство протоколов, описанных в этой версии, сейчас редко используется.

## Описание
Были установлены две скорости передачи необработанных данных: 1 и 2 мегабита в секунду (Мбит/с) для передачи через инфракрасные сигналы либо с помощью методов псевдослучайной перестройки рабочей частоты (FHSS) или расширения спектра прямой последовательности (DSSS) в полосе ISM-частот (2,4 ГГц). Передача через инфракрасные сигналы остается частью стандарта, но не имеет существующих реализаций.